# Blattroller

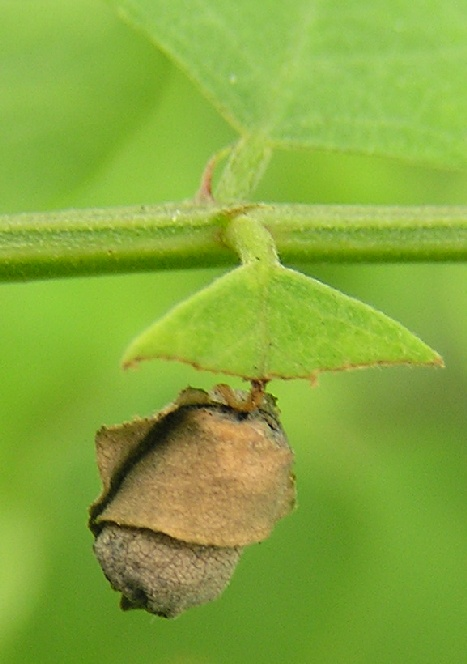
Apoderus erythrogaster, alter Blattwickel auf einem Robinienfiederblättchen.

Die Blattroller oder Blattwickler (Attelabidae) sind eine Familie der Käfer, sie gehören zur Überfamilie Curculionoidea. Die Familie wird bei verschiedenen Autoren etwas unterschiedlich abgegrenzt: Einige Forscher betrachten die Unterfamilie Rhynchitinae als eigenständige Familie Rhynchitidae. Die Attelabidae umfassen weltweit etwa 2100 Arten (Stand: 2004), davon gehören etwa die Hälfte zu den Rhynchitinae. Ihr Verbreitungsschwerpunkt liegt in den Tropen.

## Merkmale
Die Käfer werden vier bis acht Millimeter lang. Sie sehen den Rüsselkäfern sehr ähnlich, weil bei ihnen auch ein Rostrum (Rüssel) zu erkennen ist, das allerdings kräftiger ausgeprägt ist. Die Fühler sind nicht gekniet. Die Beine sind kräftig entwickelt (zum langsamen Schreiten). Die Füße sind fünfgliedrig, das vierte Glied jedoch oft nur undeutlich zu erkennen. Die Fußunterseiten sind dicht behaart. Typisch für die Familie sind die viersegmentigen Maxillarpalpen (bei den meisten anderen Curculionoidea sind sie ein- oder zweisegmentig). Die meisten Arten sind auffallend gefärbt (aposematische Färbung oder Warntracht), insbesondere viele Rhynchitinae sind auffallend metallisch glänzend. Die Käfer wirken fast immer kahl, dichter Haar- oder Schuppenbesatz ist fast nie vorhanden.
Unverkennbar sind die Arten der Unterfamilie Apoderinae. Bei ihnen sind am Kopf die Schläfen backenartig gerundet, verlängert und der Kopf nach hinten hin halsförmig abgeschnürt.

## Lebensweise
Sowohl die Käfer als auch die Larven ernähren sich von Pflanzen (phytophag). Nahrungsbasis sind überwiegend Blätter von Laubbäumen und Sträuchern. Besonders häufig werden Rosaceae, Fagaceae und Betulaceae genutzt, aber es kommen auf eine Vielzahl anderer Pflanzenfamilien spezialisierte Arten vor. Etwa zwei Drittel aller Arten sind monophag an einer einzigen Pflanzenart oder einer Gattung. Nur wenige Arten kommen an zahlreichen verschiedenen Pflanzenarten vor.
Die Käfer haben eine außergewöhnliche Brutfürsorge entwickelt. Das Weibchen schneidet Blätter so ein, dass sich diese zusammenrollen. In diese Rolle legt es ihre Eier, damit sich die Larven geschützt entwickeln können. Einige Formen beißen das Blatt lediglich ab, so dass es welkt und zu Boden sinkt. Dieses Verhalten gilt als primitive Form, aus dem sich das ausgefeilte Verhalten der Blattwickler entwickelt hat. In der Unterfamilie Rhynchitinae kommen auch Arten vor, die keine Blätter rollen oder falten. Diese Arten leben meist in Fruchtanlagen oder Knospen. Wenige Arten leben an krautigen Pflanzen, in Mitteleuropa z. B. Auletobius sanguisorbae am Großen Wiesenknopf. Sehr wenige, phylogenetisch ursprüngliche Arten leben an Nadelhölzern.
Das Verhalten der Blattroller wurde von vielen der frühen Naturforscher bemerkt und beschrieben, ausführlich von Jean-Henri Fabre z. B. beim Pappelblattroller (Byctiscus populi). Der Käfer wählt ein voll entfaltetes, aber noch weiches Blatt aus. Er frisst eine Nische in den Blattstiel, die die meisten, aber nicht alle, Gefäße durchtrennt. Das Blatt beginnt zu welken, es hängt nun senkrecht nach unten. Der Käfer wechselt auf die Blattoberseite und ergreift die Blattränder, die er mit seinen kräftigen Klauen ergreift und nach innen einrollt. Er hält das Blatt in der gerollten Position fest, bis sich seine Form der neuen Lage angepasst hat. Die nächste Lage des Wickels wird in entgegengesetzter Richtung bearbeitet, um den bereits gerollten Teil zu sichern. Ist die Rolle fertig, presst der Käfer seinen Rüssel gegen den letzten Wickel, bis dort aus dem Blatt klebriges Drüsensekret austritt, dass den Wickel fixiert. Das Bearbeiten eines solchen zigarrenförmigen Blattwickels dauert etwa 24 Stunden. In jeden Wickel werden ein oder mehrere Eier abgelegt. Die Begattung durch das Männchen erfolgt während des Rollvorgangs.
Die meisten Attelabinae wenden eine etwas andere Technik an. Sie schneiden nicht den Blattstiel an, sondern schneiden einen zur Mittelader senkrechten Schnitt durch den basalen Teil der Blattspreite. Dadurch wird nicht das gesamte Blatt, sondern nur dessen vorderer Teil in einen Wickel umgebaut. Je nach Art wird nur eine Seite oder beide Seiten der Blattspreite eingeschnitten. Einige Formen rollen Blätter, ganz ohne sie vorher einzuschneiden. Die Form und Gestalt der Blattwickel ist spezifisch verschieden. Bei den meisten Arten fällt der welke Blattwickel früher oder später ab und zu Boden. Die Larve verpuppt sich dann meist in einer Puppenwiege im Erdreich.
Einige Attelabidae überlassen das Blattrollen Verwandten. Der nordamerikanische „Diebsrüssler“ (thief weevil) Pterocolus ovatus gehört zu diesen Kleptoparasiten. Er sucht gerade fertiggestellte Blattwickel von Homoeolabus analis an Eichen oder Kastanien. Anschließend frisst er das Ei dieser Art und legt sein eigenes Ei in den Blattwickel ab. Die Larve entwickelt sich anschließend normal von der Blattsubstanz weiter.
Attelabidae besitzen in der Regel nur eine Generation pro Jahr. Nur von wenigen Arten wird eine zweite Generation berichtet.

## Ökonomische Bedeutung
Einige Arten gelten, zumindest lokal, als land- oder forstwirtschaftliche Schädlinge. So gilt Rhynchites bacchus (Unterfamilie Rhynchitinae) als gefürchteter Schädling im Obstbau.

## Systematik
Die Familie Attelabidae gehört zu den ursprünglicheren Rüsselkäfern mit geraden, nicht geknieten Fühlern („Orthoceri“). Mögliche Schwestergruppen sind die Belidae oder die Brentidae. Während die meisten Taxonomen heute eine weite Abgrenzung der Familie (unter Einschuss der Rhynchitinae) bevorzugen, gibt es einige, die die Rhynchitinae als eigenständige Familie abtrennen. Molekulare Studien auf Basis homologer DNA-Sequenzen haben die Gruppierung der Attelabinae mit den Rhynchitinae teils gestützt, teils aber auch andere Ergebnisse erzielt. Die Unterfamilie Apoderinae ist vermutlich nahe mit den Attelabinae verwandt. Die näher mit den Rhynchitinae verwandte Unterfamilie Pterocolinae kommt nicht in Mitteleuropa vor.
In Mitteleuropa sind die Blattroller (ohne Rhynchitinae) mit nur zwei Gattungen und drei Arten vertreten, im gesamten Europa sind es nur zwei Unterfamilien, zwei Gattungen und sechs Arten. Die Attelabidae wurden früher zur Familie der Rüsselkäfer (Curculionidae) gezählt.

### Familie Attelabidae (Blattroller)

#### Unterfamilie Apoderinae
- Haselblattroller (Apoderus coryli (Linnaeus, 1758))
- Apoderus erythropterus (Gmelin, 1790)

#### Unterfamilie Attelabinae
- Eichenblattroller oder Eichenkugelrüssler (Attelabus nitens) (Scopoli, 1763)
- Attelabus sulcifrons (Argod, 1895)
- Attelabus suturalis Jekel, 1860
- Attelabus variolosus (Fabricius, 1801)

#### Unterfamilie Rhynchitinae
- Auletobius sanguisorbae (Schrank, 1798)
- Byctiscus betulae (Linnaeus, 1758)
- Byctiscus populi (Linnaeus, 1758)
- Coenorhinus aeneovirens (Marsham, 1802)
- Rotbrauner Apfelfruchtstecher (Coenorhinus aequatus (Linnaeus, 1767))
- Erdbeerstängelrüssler (Coenorhinus germanicus (Herbst, 1797))
- Coenorhinus interpunctatus (Stephens, 1831)
- Coenorhinus pauxillus (Germar, 1824)
- Deporaus betulae (Linnaeus, 1758)
- Deporaus mannerheimi (Hummel, 1823)
- Deporaus seminiger Reitter, 1880
- Deporaus tristis (Fabricius, 1794)
- Lasiorhynchites cavifrons (Gyllenhal, 1833)
- Lasiorhynchites coeruleocephalus (Schaller, 1783)
- Lasiorhynchites olivaceus (Gyllenhal, 1833)
- Lasiorhynchites praeustus (Boheman, 1845)
- Lasiorhynchites sericeus (Herbst, 1797)
- Mecorhis ungarica (Herbst, 1784)
- Rhynchites aethiops Bach, 1854
- Rhynchites auratus (Scopoli, 1763)
- Rhynchites bacchus (Linnaeus, 1758)
- Rhynchites coeruleus (Degeer, 1775)
- Rhynchites cribripennis (Desbrochers, 1868)
- Rhynchites cupreus (Linnaeus, 1758)
- Rhynchites giganteus Krynicki, 1832
- Rhynchites lenaeus Faust, 1891
- Rhynchites pubescens (Fabricius, 1775)
- Temnocerus longiceps (Thomson, 1888)
- Temnocerus nanus (Paykull, 1792)
- Temnocerus tomentosus (Gyllenhal, 1839)

#### Außereuropäische Arten (Auswahl)
- Euops chinensis
- Giraffenhalskäfer (Trachelophorus giraffa)

## Bildergalerie

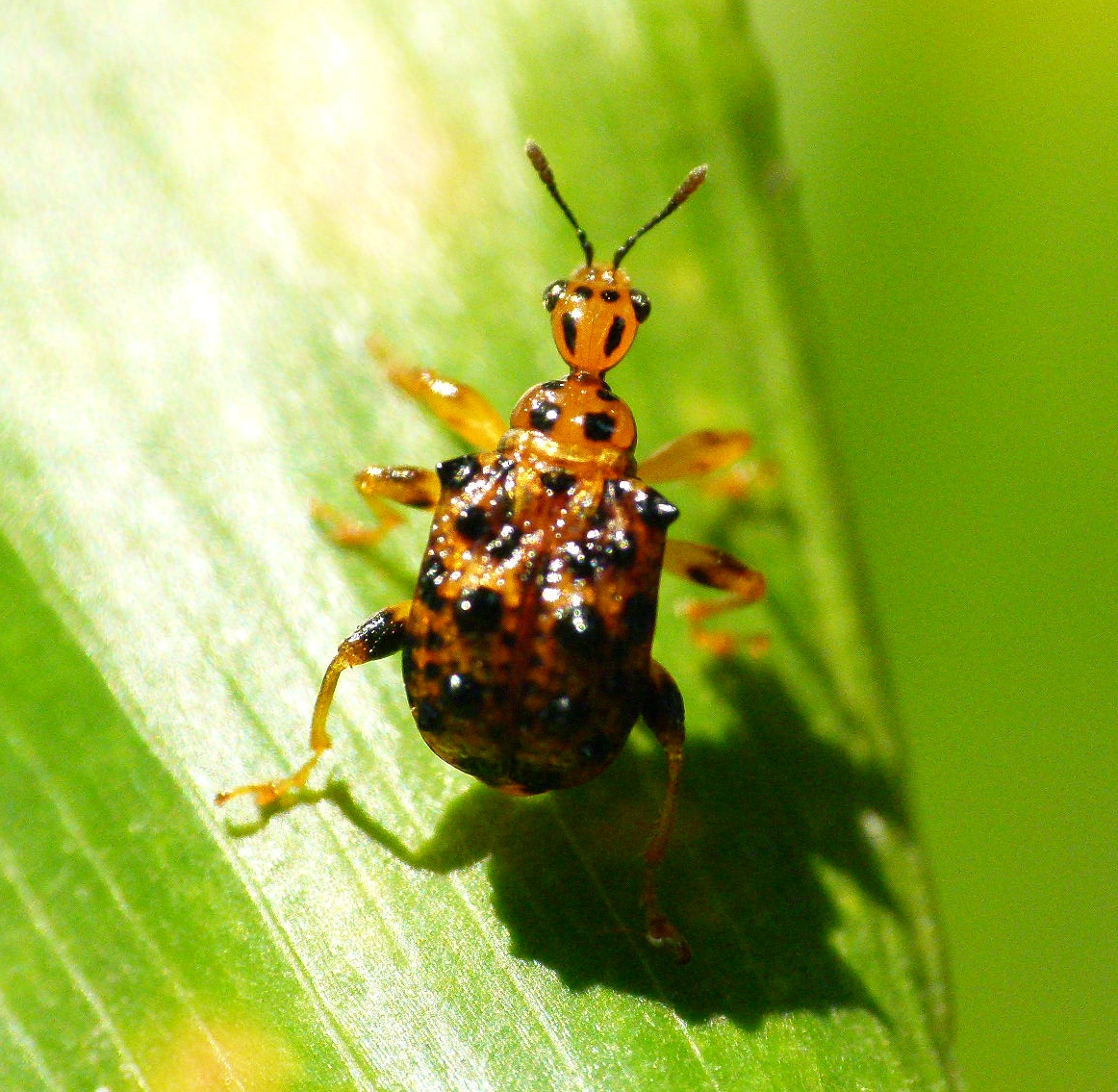
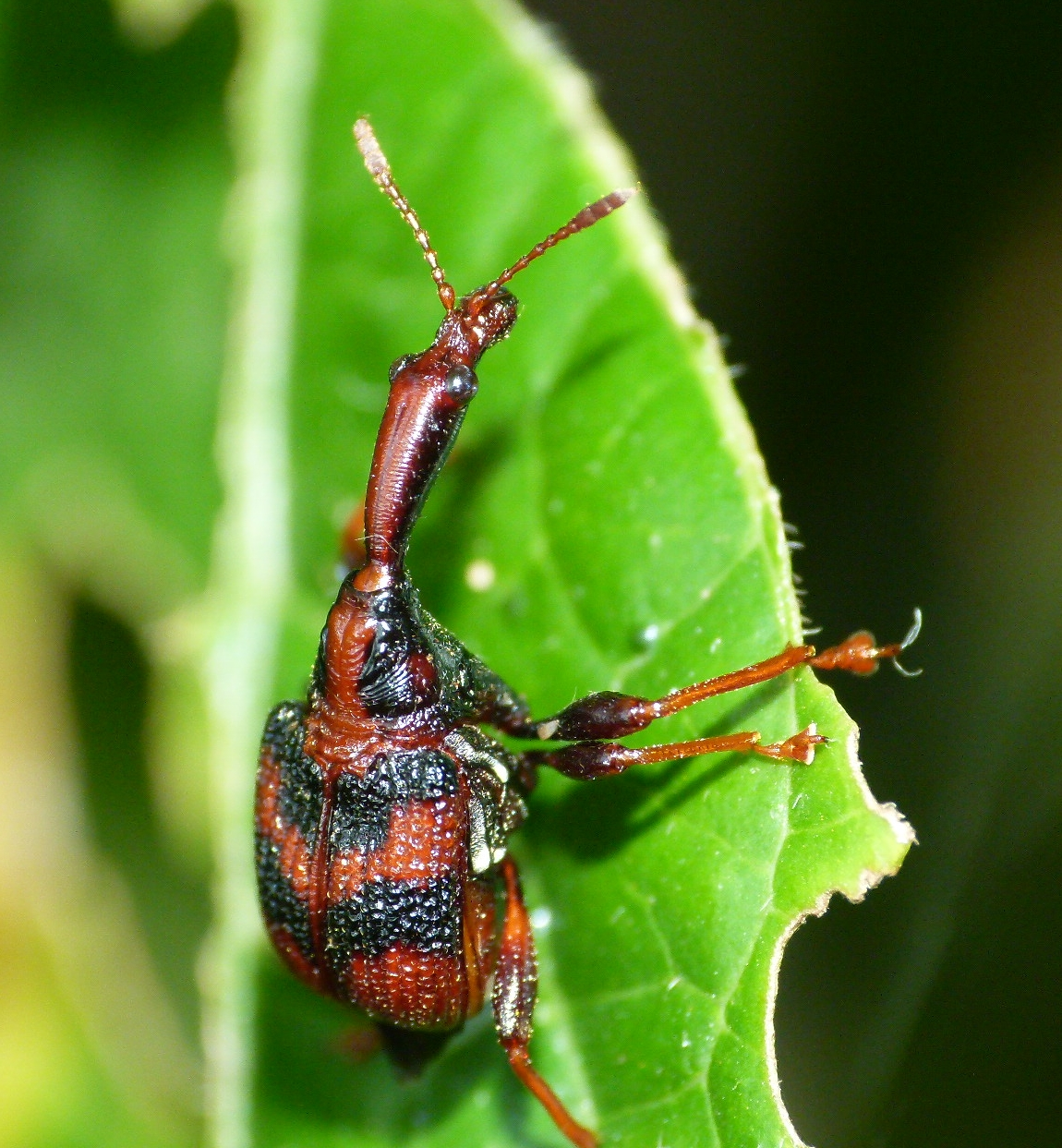
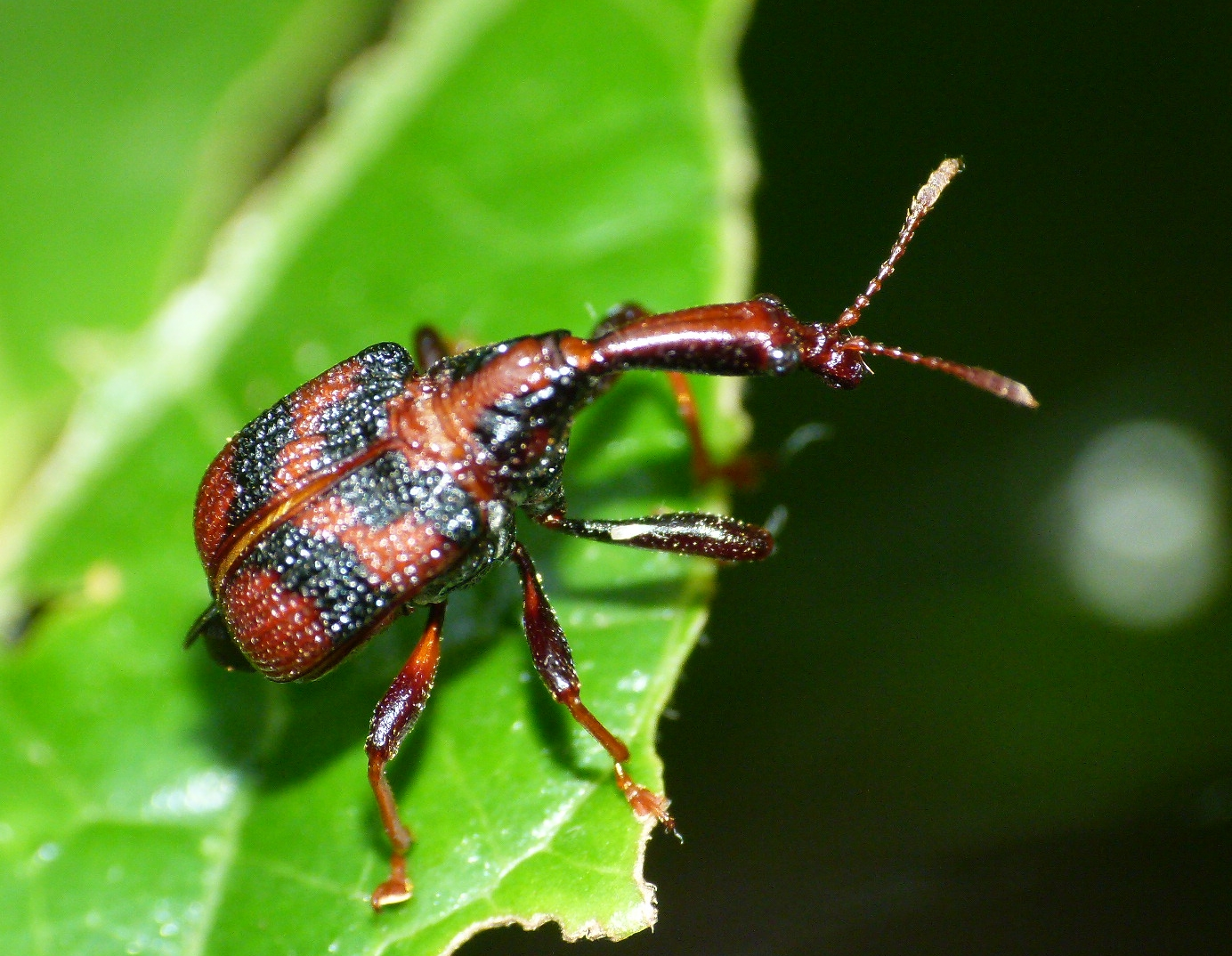
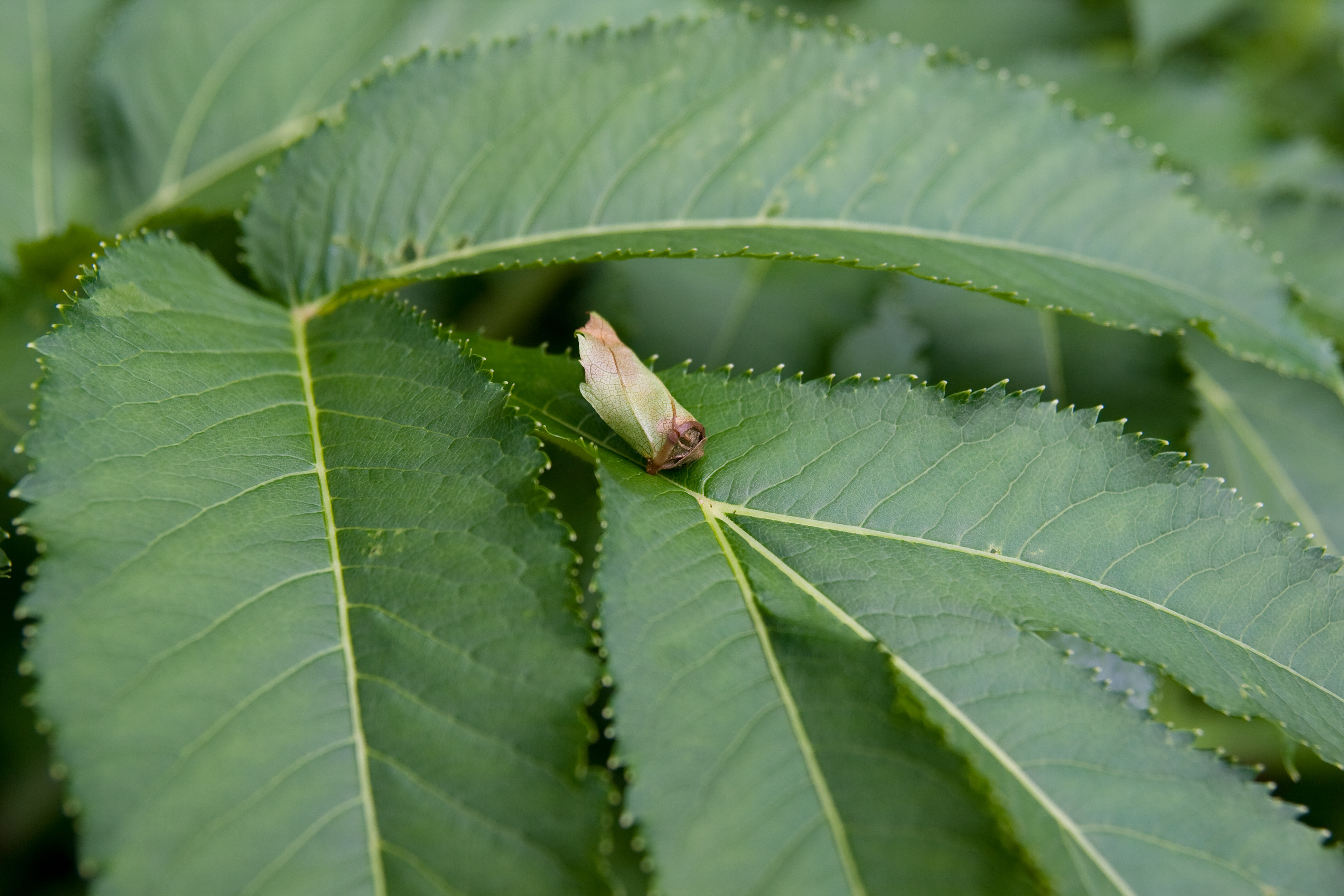